# Ussuri
Sông Ussuri (tiếng Nga: Уссури) hay Ô Tô Lí Giang (tiếng Trung giản thể: 乌苏里江, phồn thể: 烏蘇里江. bính âm:  Wūsūlǐ Jiāng) là một con sông ở phía đông của vùng Đông Bắc Trung Quốc và phía nam của Viễn Đông Nga.

## Tổng quan
Nó bắt nguồn từ Sikhote-Alin, chảy về phía bắc, tạo thành một phần của biên giới Trung-Nga dựa trên Công ước Bắc Kinh Trung-Nga năm 1860, cho đến khi nó nhập vào sông Amur tại Khabarovsk (48 ° 26'N 134 ° 59 ' E / 48,433 ° 134,983 ° Đ / 48,433; 134,983). Nó có chiều dài là khoảng 897 kmi. Diện tích lưu vực sông Ussuri là 193.000 km ² (74.516 mi ²).
Lượng nước của nó đến từ mưa (60%), tuyết (30-35%) và suối ngầm. Lưu lượng trung bình là 1.150 m³ / s, độ cao - 1.682 m. Sông Ussuri nổi tiếng với lũ lụt thảm khốc của nó. Nó bị đóng băng trong tháng 11 và ở dưới nước đá cho đến khi tháng tư.
Trong Chiến tranh thế giới II sông là một trong những khu vực nơi các lực lượng Liên Xô vượt qua vào Mãn Châu trong chiến dịch Bão tháng Tám năm 1945. Cuộc xung đột biên giới Trung-Xô năm 1969 diễn ra trên sông Ussuri.

## Hệ động vật
Con sông có nhiều loại cá: cá xạ hương, cá tầm, cá hồi lưng gù (gorbusha), cá hồi chó (keta) và những loại cá khác. Vùng sông này còn la quê hương của loài hổ Siberia nổi tiếng, được biết với cái tên hổ Ussuri.